# 万年镇 (南部县)
万年镇，是中华人民共和国四川省南充市南部县下辖的一个乡镇级行政单位。2019年10月，撤销雄狮乡，将其所属行政区域划归万年镇管辖。

## 行政区划
万年镇下辖以下地区：
准堤村、小喉村、学房村、太和村、青华村、大堰村、子龙村、双龙村、大喉村、天波村、朝阳村和龙珠村，狮子村、骏马村、碧山村、西安村、金山村、天官村、大仓村、庆丰村、三峰村、碾盘村、龙宿村和高马村。